# Raión de Krasnogvardéiskoye (Adigueya)
El raión de Kranogvardéiskoye (en ruso: Красногвардейский район, en adigué: Красногвардейскэ район) es uno de los siete raiones en los que se divide administrativamente la república de Adigueya, en Rusia. Está situado en el norte de la república, en la llanura al sur del Kubán, sobre la orilla este del embalse de Krasnodar, más concretamente de su mitad septentrional, Tshiski. Limita al norte con el embalse (del otro lado está el raión de Dinskaya del krai de Krasnodar) y el raión de Ust-Labinsk del krai de Krasnodar, el raión de Shovgenovski al este y el raión de Beloréchensk del vecino krai al suroeste y el raión de Teuchezh (sobre las aguas del embalse) al oeste. Tiene una superficie de 726.2 km² y tenía una población de 32 049 habitantes en 2021.
Su centro administrativo es el seló Krasnogvardéiskoye.

## Geografía
Está ubicado en la llanura al sur del río Kubán, a los pies de las estribaciones septenterionales del sistema montañoso del Cáucaso. El territorio del distrito está surcado por varios de los afluentes y subafluentes del Kubán, tales como el Giagá o el río Bélaya, que marca en una parte de su recorrido la frontera sudoeste del raión.
Los asentamientos de tipo rural Krasnogvardéiskoye y Jatukáiskoye están situados a lo largo de la costa este del embalse.

## Historia
El raión fue establecido el 7 de febrero de 1929 dentro del territorio del Óblast Autónomo Adigué, en el krai de Azov-Mar Negro, como resultado de la reforma que disolvía el raión de Preobrazhenskoye. Inicialmente se componía de 11 selsoviets: Adami, Beloselski, Verjnenazarovskoye, Dzhambechi, Yélenovskoye, Kurgo-Ternovski, Nikoláyevskoye, Novosevastopólskoye, Sarátovski y Jatukái.
El 11 de noviembre de 1961 la localidad de Nikoláyevski fue renombrada Krasnogvardéiskoye.
En 1993 se disolvieron los selsoviets y en 2005 se estableció la composición del raión con siete asentamientos de tipo rural.

## Demografía
Según los datos registrados en el censo de 2021, la totalidad de la población era de carácter rural, con solo dos pequeños agrupamientos: la villa de Krasnogvardéiskoye (en ruso: Красногвардейское) con 9506 habitantes y el aúl de Jatukái (en ruso: Хатукай) con una población de 5144 habitantes.
| Año  | Población |
| ---- | --------- |
| 1959 | 28 181    |
| 1970 | 34 459    |
| 1979 | 31 665    |
| 1989 | 29 953    |
| 2002 | 31 536    |
| 2010 | 30 868    |
| 2021 | 32 049    |

| Gráfica de evolución demográfica de Raión de Krasnogvardéiskoye entre 2002 y 2021 |
|                                                                                   |
| Fuente: Servicio Estatal de Estadística de la Federación Rusa                     |

Las principales etnias son la rusa y la adigué. Desde finales de la década de 1980, se asentó en el raión una comunidad kurda que representa el 10.3 % de la población.

## División administrativa
El raión se divide en 7 municipios rurales, que engloban 25 localidades:
| Municipios de tipo rural               | Poblaciones* |
| -------------------------------------- | --- |
| Municipio rural de Beloselskoye        | - seló Béloye - jútor Bogursukov - posiólok Mirni - selo Novosevastopólskoye - jútor Papenkov - selo Preobrazhenskoye |
| Municipio rural de Bolshesidorovskoye  | - seló Bolshesidorovskoye - aul Dzhambechi                                                                            |
| Municipio rural de Yélenovskoye        | - selo Yélenovskoye - jútor Doguzhiev - jútor Pustosiolov - jútor Sarátovski                                          |
| Municipio urbano de Krasnogvardéiskoye | - selo Krasnogvardéiskoye - aul Adami - jútor Chumakov                                                                |
| Municipio urbano de Sadovoye           | - selo Sadóvoye - aul Bzhedugjabl - selo Verjnenazárovskoye                                                           |
| Municipio rural Uliapskoye             | - aul Uliap - selo Shturbino                                                                                          |
| Municipio rural Jatukáiskoye           | - aul Jatukái - posiólok Vodni - posiólok Lesnói - posiólok Náberezhni - posiólok Svobodni                            |

*Los centros administrativos aparecen resaltados en negrita